# Edward Cavendish
Edward Cavendish (28 janvier 1838 – 18 mai 1891) est un homme politique, militaire, et noble britannique.

## Biographie
Né dans le quartier de Marylebone, Cavendish est le troisième fils de William Cavendish (7e duc de Devonshire), et de sa femme, Blanche Howard (une fille du George Howard (6e comte de Carlisle) et nièce du 6e duc de Devonshire). Son père et ses deux frères sont tous députés : son frère aîné, Spencer, député de North Lancashire 1857-91 et, plus tard, 8e duc de Devonshire, conduit le Parti Libéral et est appelé à trois reprises pour être Premier ministre de la reine Victoria, l'autre frère, Frédéric est député de la Circonscription Ouest et secrétaire en chef pour l'Irlande et est assassiné en 1882.
Cavendish commande la Brigade des fusiliers britannique. À sa retraite de l'armée régulière, il rejoint le 2e Derbyshire Milice (plus tard, le Sherwood Foresters), puis est transféré à la King's Own Royal Lancaster Régiment en 1888.
Cavendish sert comme député de l'Ouest Derbyshire de la création de la circonscription électorale jusqu'à sa mort. Comme son frère aîné, il devient un libéral unioniste en réaction contre l'Irish Home rule. Après sa mort, dans le quartier de Marylebone âgé de 53 ans, son fils, Victor, est élu à l'unanimité pour le remplacer, avant de devenir le 9e duc de Devonshire.
Cavendish épouse sa cousine Emma Lascelles, une fille de William Lascelles, le 3 août 1865. Ils ont trois fils :
- 1) Victor Cavendish, 9e duc de Devonshire (1868-1938)
- 2) Richard Cavendish
- 3) John Spencer Cavendish (1875-1914) est tué en action lors de la Première Guerre mondiale.